# Pablo Magallanes
Pablo Magallanes (Ciudad Obregón, 17 de dezembro de 1978) é um ator mexicano.

## Biografia
Começou estudando arquitetura, porém deixou o curso para estudar atuação na Televisa Centro de Educación Artística (CEA). Estreou na televisão em 1999, na telenovela Mujeres engañadas. 
Participou da novela juvenil Clase 406,interpretando um de seus papéis mais importantes. 
Em 2005 interpretou um dos antagonistas da trama infantil Sueños y caramelos. Também participou das novelas En nombre del amor e Hasta que el dinero nos separe. 
Em 2011, convidado por Emilio Larrosa, integrou o elenco da novela Dos hogares.

## Carreira

### Televisão
- 1999:Mujeres engañadas
- 2001: El juego de la vida
- 2002: Clase 406 como Hugo Salcedo.
- 2003: Velo de novia como Raúl.
- 2003: Mujer, casos de la vida real
- 2004: Mujer de madera como Valentín Calderón.
- 2005: Sueños y caramelos como Romeo.
- 2008: La rosa de Guadalupe como Iván
- 2008: En nombre del amor como Aarón Eugenio Cortázar.
- 2009: Hasta que el dinero nos separe como Sergio.
- 2011: El equipo como Javier Macedo.
- 2011: Dos hogares como Óscar Lagos Urbina.